# Allokermes nivalis
Allokermes nivalis är en insektsart som först beskrevs av King och Cockerell in Cockerell 1898.  Allokermes nivalis ingår i släktet Allokermes och familjen eksköldlöss. Inga underarter finns listade i Catalogue of Life.